# Army Men: Operation Green
Army Men: Operation Green — видеоигра, разработанная Pocket Studios и изданная The 3DO Company только для Game Boy Advance. Это часть серии Army Men, созданная The 3DO Company, которая основана на серии игрушек. Это вторая игра в серии для Game Boy Advance, после Army Men Advance 2001 года.
Игрок контролирует одинокого зеленого солдата армии солдат на территории врага. Зеленый солдат должен выполнить цели на 15 уровнях, чтобы игрок мог завершить игру. Прием был неоднозначным, отметив, что игра была улучшением по сравнению с другими в серии видеоигр Army Men, но все же критики придирались к дизайну и миссиям уровня игры.

## Геймплей
Игрок управляет солдатом из зеленой армии, сражающимся сами по себе с армией Тана на их территории. Игра задает игроку различные цели. Есть четыре различные задачи, которые игра назначает игроку: поиск и спасение, поиск и уничтожение, доставка и сопровождение. Поисковые и спасательные миссии задают игрокам поиск предмета или человека на карте, а затем выводить их обратно на базу игрока. Поиск и уничтожение включает в себя уничтожение заданной цели для завершения уровня. Как доставка, так и сопровождение требуют от игрока защиты объекта, транспортного средства или человека и безопасного перемещения в определенную область на карте.
Army Men: Operation Green содержит 15 уровней, которые происходят в 5 различных климатических условиях. Хотя в игре есть перспектива сверху вниз, игрок управляет своим персонажем как в шутере от первого лица. Игрок должен пройти через массу врагов, используя различные виды оружия для достижения своих целей, а затем перейти на следующий уровень. Оружие включает стандартный пистолет, базуку, гранату, огнемет, нож и тральщик; игра позволяет игрокам перебирать оружие, которое они выбрали, кнопкой «Select». Крейг Харрис из IGN отметил сходство геймплея с играми серии Army Men на Game Boy Color. Чтобы сохранить прогресс на 15 уровнях игры, игра использует систему паролей вместо обычной системы сохранений.

## Разработка
3DO начала разработку Operation Green в апреле 2001 года. Томас Брамвелл из Eurogamer писал, что ранние предварительные просмотры Operation Green имели больше общего с Commandos 2, чем с другими играми серии Army Men. 3DO показала первые скриншоты Army Men: Operation Green и объявила о планах выхода игры 10 октября 2001 года. Игра была намечена на выпуск «незадолго до Рождества» в Соединенных Штатах (в соответствии с Крейгом Харрисом из IGN). Генеральный директор Pocket Studios Стив Илльз предсказал, что игра будет успешной. Игра была выпущена в Северной Америке 2 декабря 2001 года.

## Отзывы
| Сводный рейтинг    | Сводный рейтинг |
| Агрегатор          | Оценка          |
| ------------------ | --------------- |
| Metacritic         | 59/100          |
| Иноязычные издания |                 |
| Издание            | Оценка          |
| CVG                | 6/10            |
| GameZone           | 7/10            |
| IGN                | 6,2/10          |
| Nintendo Power     | 2,2/5           |

Army Men: Operation Green получил «смешанные» обзоры, согласно агрегатору обзоров Metacritic. Хотя большинство критиков считали, что игра была улучшением по сравнению с другими играми в серии Army Men, критика была сосредоточена на его тусклом дизайне миссии, вялых средствах управления и системе паролей. Крейг Харрис из IGN назвал игру «относительно забавной», несмотря на общую посредственную репутацию серии по мнению других рецензентов. CVG, однако, чувствовал, что игра была ослаблена вялым управлением и медленными темпом.
Рецензенты были неоднозначны по поводу сложности игры. Патрисия Вили из GameZone не смогла преодолеть второй уровень игры, чувствуя, что Army Men: Operation Green была «слишком сложной», в то время как Крейг Харрис из назвал игру «небольшим часом», который можно было выполнить слишком быстро, и почувствовал, что вторая половина была слишком легкой. Харрис отметил, что уровни нуждаются в «лучшем дизайне» и что они неравномерны при прохождении.
Система паролей была отклонена и подвергнута критике со стороны рецензентов. Патрисия Вили из GameZone назвала систему паролей «неудачной функцией». Крейг Харрис из IGN почувствовал, что система паролей усугубляет некоторые проблемы более высокого уровня; система паролей не работает в середине уровней.